# Gottschea fuscella
Gottschea fuscella là một loài rêu trong họ Schistochilaceae. Loài này được Hook. f. & Taylor mô tả khoa học đầu tiên năm 1847.
Danh pháp khoa học của loài này chưa được làm sáng tỏ. 